# 더들리 도시 자치구

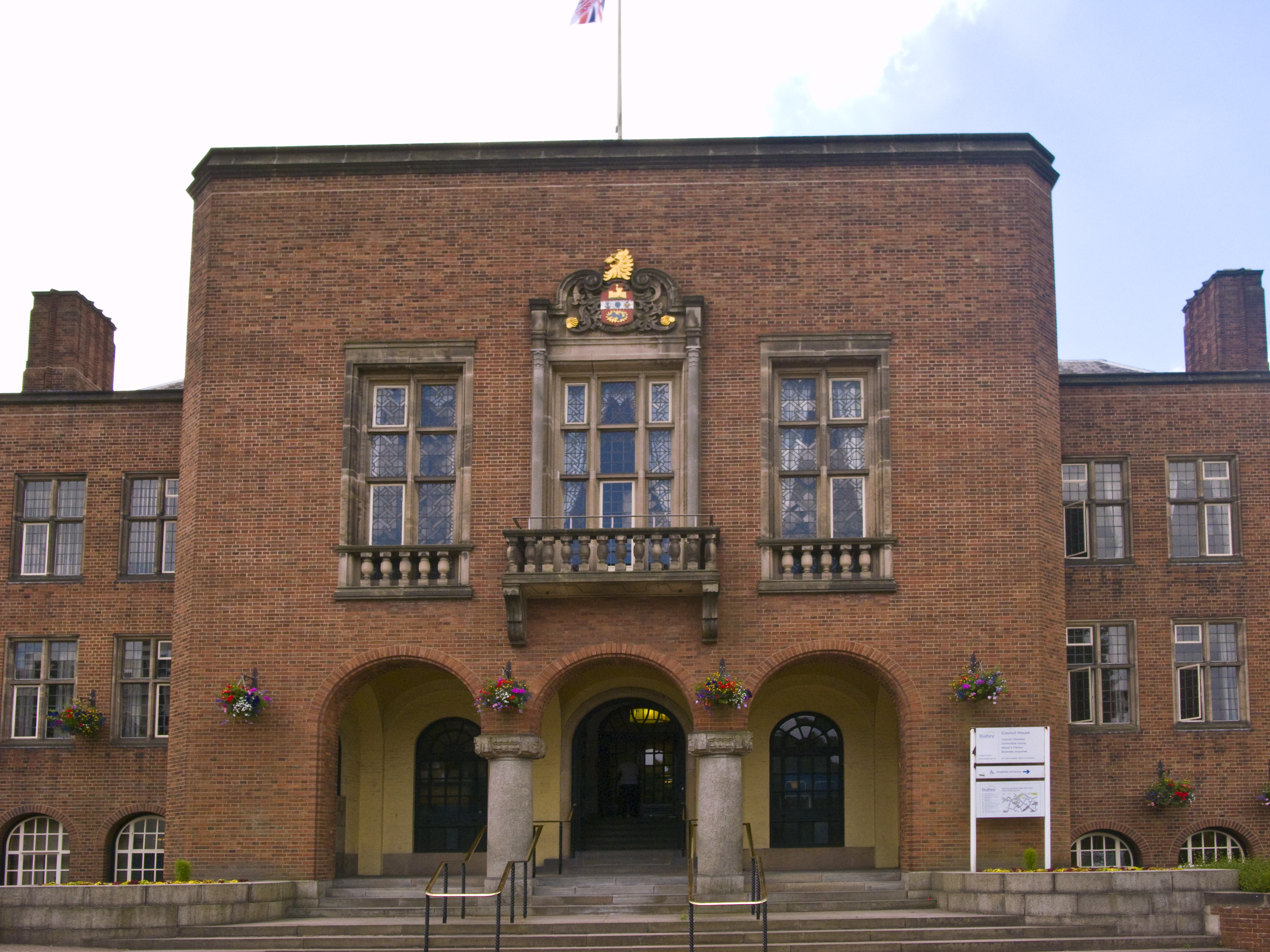
더들리 시청

더들리 도시 자치구의 위치

더들리 도시 자치구(영어: Metropolitan Borough of Dudley)는 잉글랜드 웨스트미들랜즈주에 위치한 도시 자치구로 중심 도시는 더들리이며 면적은 97.96km2, 인구는 315,799명(2014년 기준), 인구 밀도는 3,200명/km2이다.